# Witvlekmotten
De witvlekmotten (Incurvariidae) zijn een familie van vlinders uit de superfamilie Adeloidea. Het gaat om vrij primitieve vlinders waarbij de paring en de eileg bij het vrouwtje via één geslachtsopening verloopt, en die daarom voorheen wel werden gerekend tot de Monotrysia, een niet langer geaccepteerde taxonomische groep. Van alle soorten zijn de larven bladmineerders. Wereldwijd telt deze familie zo'n honderd soorten.
In Nederland en België komen de volgende soorten voor:
- Alloclemensia mesospilella (Herrich-Schäffer, 1854) - Witpuntbladsnijdermot
- Incurvaria koerneriella (Zeller, 1839) - Beukenbladsnijdermoet
- Incurvaria masculella (Denis & Schiffermüller, 1775) - Gewone witvlekmot
- Incurvaria oehlmanniella (Hübner, 1796) - Bosbeswitvlekmot
- Incurvaria pectinea (Haworth, 1828) - Berkenbladsnijdermot
- Incurvaria praelatella (Denis & Schiffermüller, 1775) - Aardbeiwitvlekmot
- Phylloporia bistrigella (Haworth, 1828) - Gelijnde witvlekmot

In Europa komen verder nog de volgende soorten voor buiten Nederland en België:
- Incurvaria circulella (Zetterstedt, 1839)
- Incurvaria ploessli (Huemer, 1993)
- Incurvaria triglavensis, (Hauder, 1912)
- Incurvaria vetulella (Zetterstedt, 1839)
- Paraclemensia cyanella (Zeller, 1850)
- Vespina slovaciella (Zagulajev & Tokár, 1990)

## Foto's

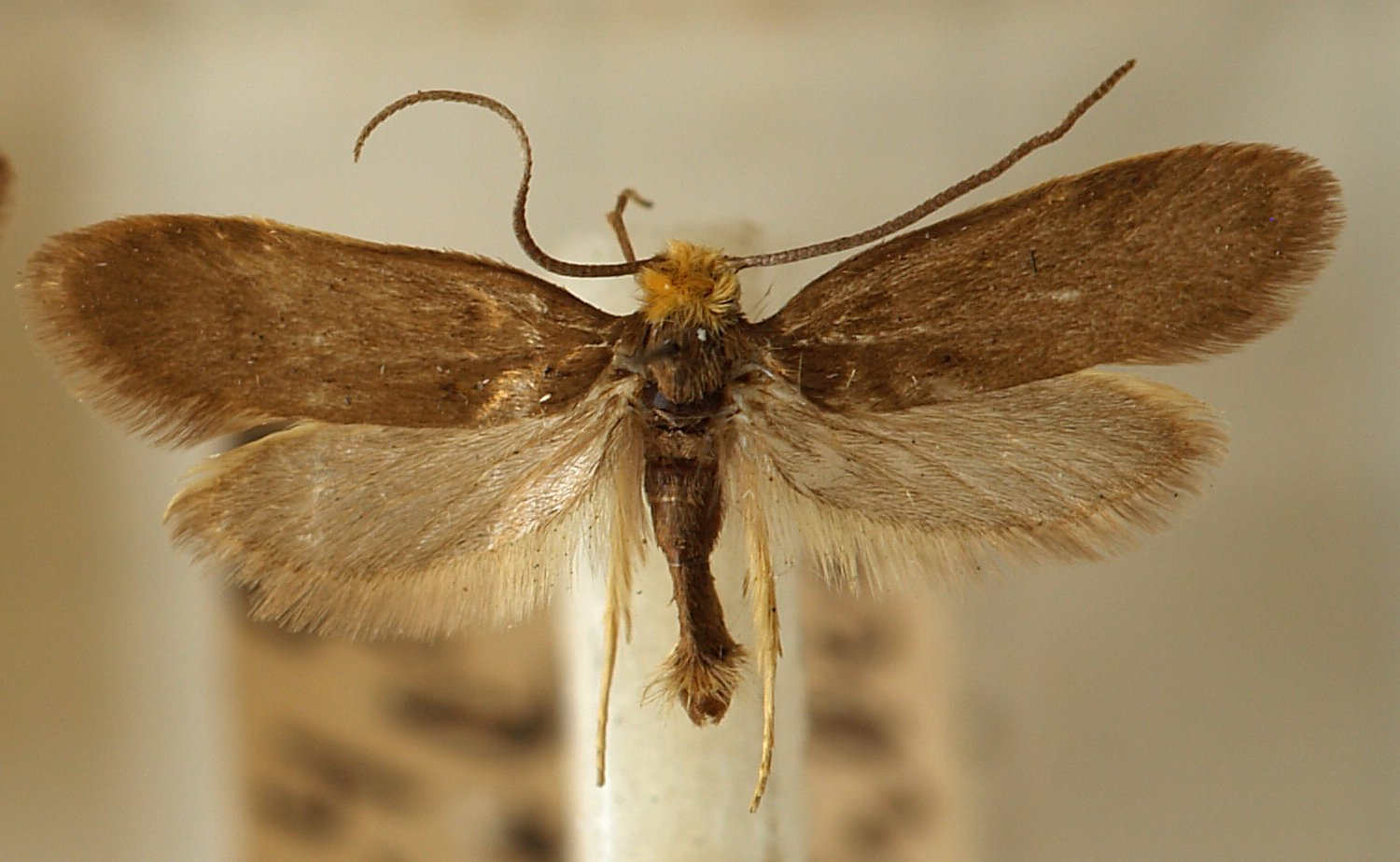
Incurvaria koerneriella
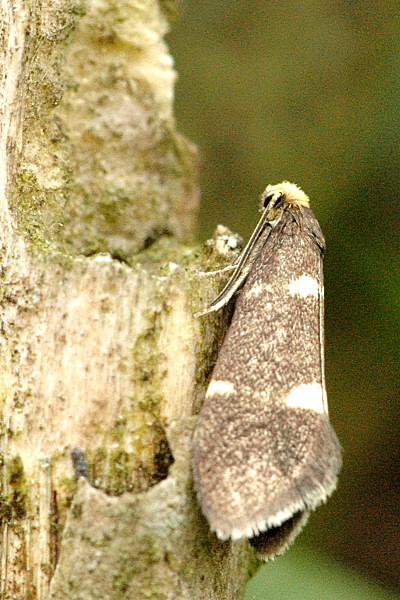
Incurvaria masculella
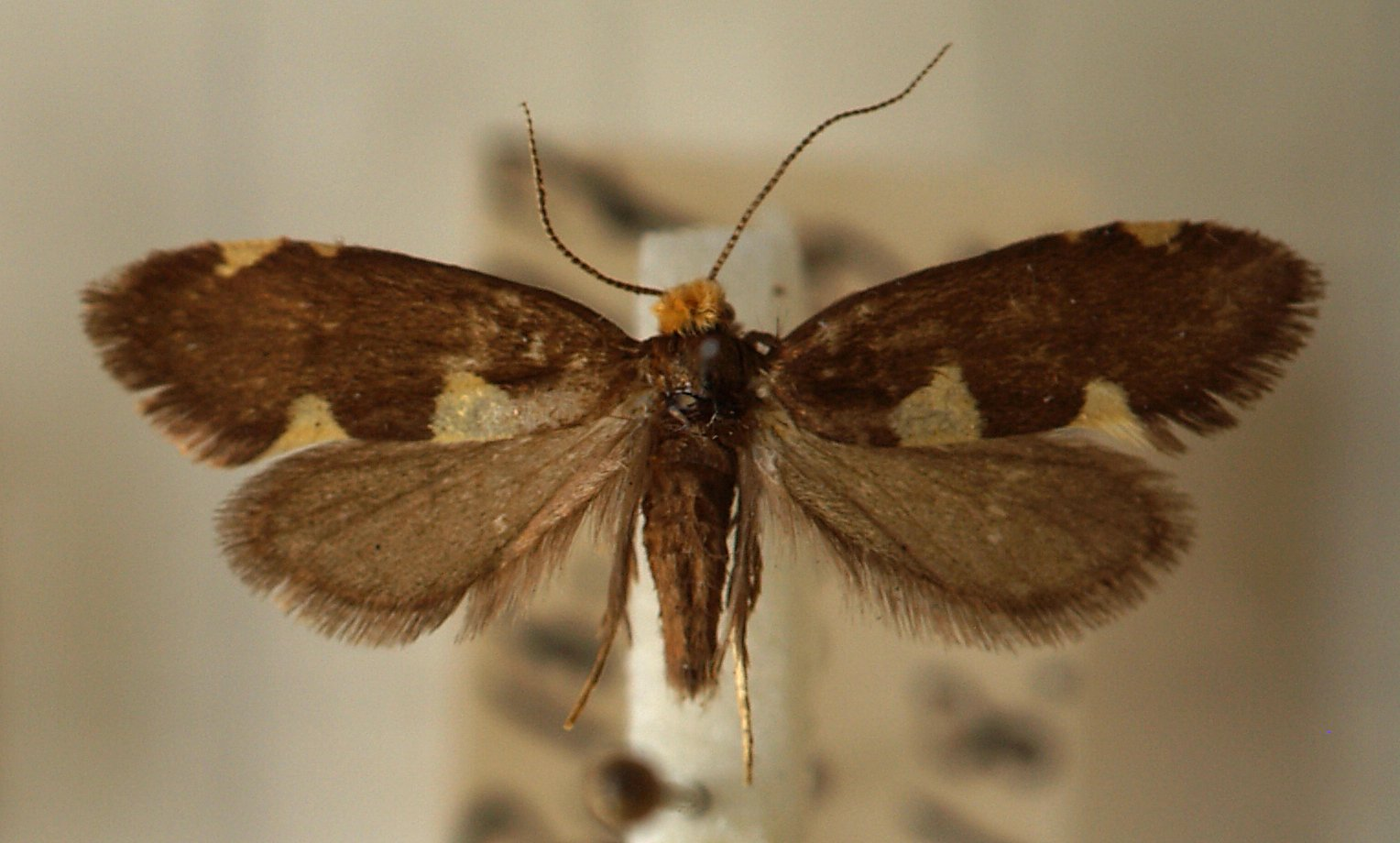
Incurvaria oehlmanniella
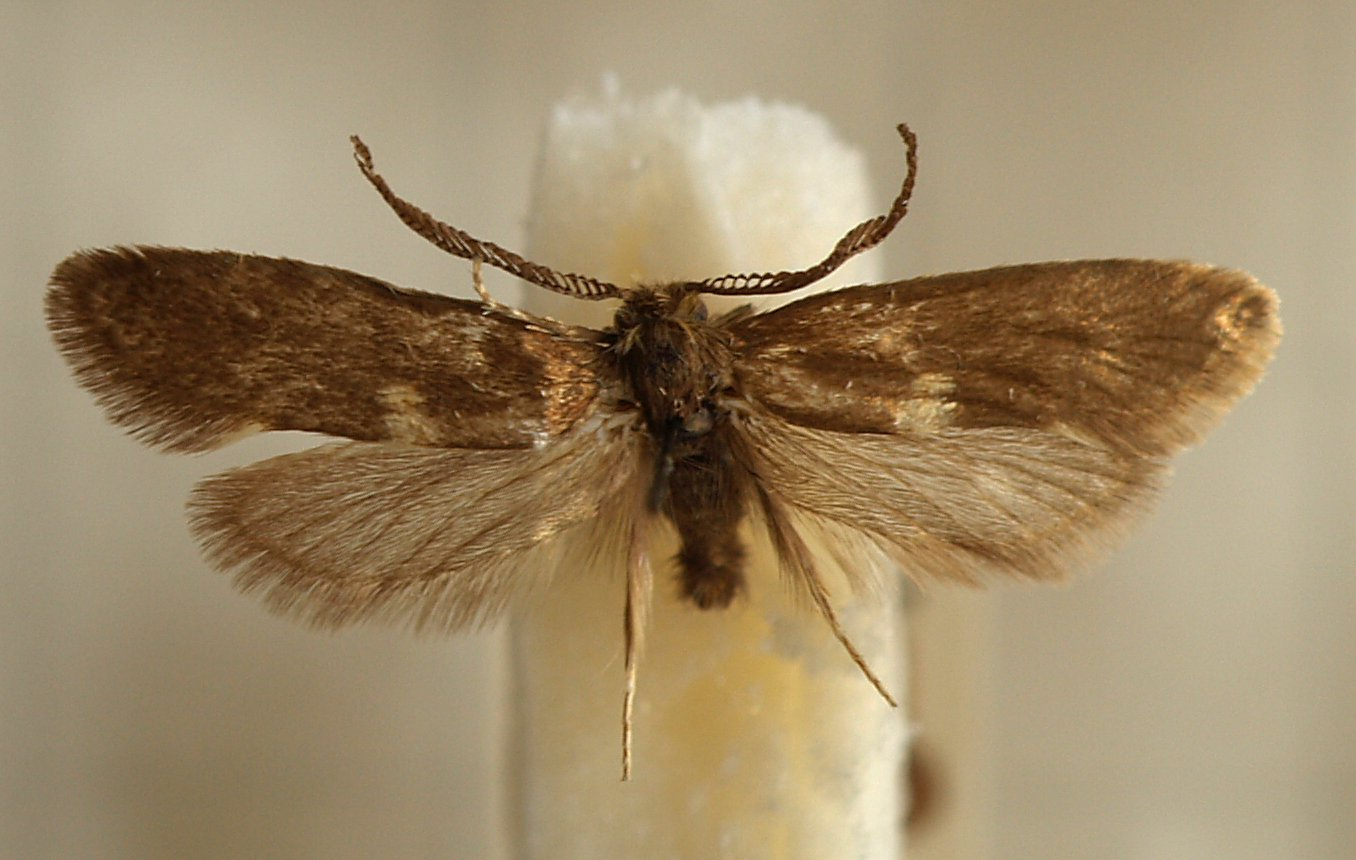
Incurvaria pectinea